# Sinocyclocheilus tileihornes
Sinocyclocheilus tileihornes és una espècie de peix cipriniforme de la família dels ciprínids que es troba a Yunnan (Xina).